# اریک بیلن
اریک بیلن (سوئدی: Erik Byléhn؛ ۱۵ ژانویه ۱۸۹۸ – ۱۴ نوامبر ۱۹۸۶) ورزشکار دو و میدانی اهل سوئد بود که در مسابقات کشوری و بین‌المللی در مجموع برندهٔ ۲ مدال نقره شده‌است.